# Callithomia pulcheria
Callithomia pulcheria är en fjärilsart som beskrevs av William Chapman Hewitson 1870. Callithomia pulcheria ingår i släktet Callithomia och familjen praktfjärilar. Inga underarter finns listade i Catalogue of Life.